# Works Volume 2
Works Volume 2 – szósty album studyjny zespołu Emerson, Lake and Palmer, wydany 10 listopada 1977 roku przez Atlantic.

## Historia
Płyta Works Volume 2 jest swego rodzaju uzupełnieniem Works Volume 1. Krótkie, eklektyczne kompozycje tego wydawnictwa obejmują cały szereg stylów muzycznych, łącząc inspirujące oryginały z pomysłowo zaaranżowanymi interpretacjami. Uwagę zwracały nagrania: „Maple Leaf Rag” Scotta Joplina w opracowaniu Emersona na fortepian i orkiestrę. Kolęda „I Believe in Father Christmas” Lake’a, miniatura jazzowa „Bullfrog” Carla Palmera, Rona Aspery’ego i Colina Hodgkinsona oraz udziwniony blues „Tiger in a Spotlight” całego zespołu. „Brain Salad Surgery” był z kolei przykładem progresywnego jazz-rocka, przypominającego nieco „Cat Food” King Crimson, co nie było przypadkiem, jako że każdy z nich zaśpiewał Lake do tekstów Sinfielda. Szereg utworów z tego albumu, w tym: „Honky Tonk Train Blues”, „I Believe in Father Christmas”i „When the Apple Blossoms Bloom in the Windmills of Your Mind I'll Be Your Valentine” ukazało się wcześniej na singlach.

## Lista utworów
Zestaw utworów na wydawnictwie winylowym, wydanym w 1977 roku w dwóch wersjach przez Atlantic Records:

### Strona 1
| Nr | Tytuł                                                                              | Autorzy                      | Długość |
| -- | ---------------------------------------------------------------------------------- | ---------------------------- | ------- |
| 1. | Tiger in a Spotlight                                                               | Emerson/Lake/Palmer/Sinfield | 4:34    |
| 2. | When the Apple Blossoms Bloom in the Windmills of Your Mind I'll Be Your Valentine | Emerson/Lake/Palmer          | 3:55    |
| 3. | Bullfrog                                                                           | Palmer/Aspery/Hodgkinson     | 3:52    |
| 4. | Brain Salad Surgery                                                                | Emerson/Lake/Sinfield        | 3:05    |
| 5. | Barrelhouse Shake-Down                                                             | Emerson                      | 3:47    |
| 6. | Watching Over You                                                                  | Lake/Sinfield                | 3:55    |

### Strona 2
| Nr | Tytuł                         | Autorzy                   | Długość |
| -- | ----------------------------- | ------------------------- | ------- |
| 1. | So Far to Fall                | Emerson/Lake/Sinfield     | 4:56    |
| 2. | Maple Leaf Rag                | Scott Joplin, traditional | 1:55    |
| 3. | I Believe in Father Christmas | Lake/Sinfield             | 3:16    |
| 4. | Close But Not Touching        | Palmer/South              | 3:19    |
| 5. | Honky Tonk Train Blues        | Meade (Lux) Lewis         | 3:09    |
| 6. | Show Me the Way to Go Home    | Irving King               | 3:30    |

### Skład zespołu
- Keith Emerson
- Greg Lake
- Carl Palmer

### Produkcja
- producenci muzyczni – Keith Emerson, Greg Lake, Carl Palmer, Peter Sinfield